# Shuji Nakamura
Shuji Nakamura (em japonês:  中村 修二, Nakamura Shūji, nascido em 22 de maio de 1954) é um nipo-americano engenheiro eletrônico e inventor do LED azul, um grande avanço na tecnologia de iluminação. Nakamura se especializa no campo da tecnologia de semicondutores, e é professor de ciência dos materiais no College of Engineering da Universidade da Califórnia, Santa Bárbara (UCSB).
Junto com Isamu Akasaki e Hiroshi Amano, Nakamura recebeu o Prêmio Nobel de Física de 2014 "pela invenção de diodos emissores de luz azul eficientes, que permitiram fontes de luz branca brilhantes e economizadoras de energia". Em 2015, sua contribuição para a comercialização e desenvolvimento da tecnologia de iluminação LED branca eficiente em termos de energia foi reconhecida com o Prêmio Global de Energia. Em 2021, Nakamura, junto com Akasaki, Nick Holonyak, M. George Craford, e Russell D. Dupuis, foram premiados com o Prêmio Rainha Elizabeth de Engenharia "pela criação e desenvolvimento da iluminação LED, que forma a base de toda a tecnologia de iluminação de estado sólido".

## Carreira
Nakamura formou-se na Universidade de Tokushima em 1977 com um Bacharelado em Engenharia em engenharia eletrônica, e obteve um Mestrado em Engenharia no mesmo assunto dois anos depois, após o qual ingressou na Nichia Corporation, também sediada em Tokushima. Foi enquanto trabalhava para a Nichia que Nakamura inventou o método para produzir o primeiro diodo emissor de luz (LED) de nitreto de gálio (GaN) de alta luminosidade comercial, cuja brilhante luz azul, quando parcialmente convertida em amarelo por um revestimento de fósforo, é a chave para a iluminação LED branca, que entrou em produção em 1993.
Anteriormente, J. I. Pankove e colegas da RCA se esforçaram consideravelmente, mas não conseguiram criar um LED de GaN comercializável na década de 1960. O principal problema era a dificuldade de se fazer GaN fortemente do tipo p. Nakamura se baseou no trabalho de outro grupo japonês liderado pelo Professor Isamu Akasaki, que publicou seu método para fazer GaN fortemente do tipo p por irradiação de feixe de elétrons em GaN dopado com magnésio; no entanto, esse método não era adequado para produção em massa. Nakamura desenvolveu um método de recozimento térmico que era muito mais adequado para produção em massa. Além disso, ele e seus colegas desvendaram a física e apontaram que o culpado era o hidrogênio, que passivava os aceitadores em GaN.
Na época, muitos consideravam a criação de um LED de GaN muito difícil de produzir; portanto, Nakamura teve sorte que o fundador da Nichia, Nobuo Ogawa [ja] (1912–2002), estava disposto a apoiar e financiar seu projeto de GaN. No entanto, o velho Ogawa cedeu a presidência ao seu genro Eiji Ogawa (em 1989). A empresa sob a direção de Eiji ordenou que ele suspendesse o trabalho com GaN, alegando que estava consumindo muito tempo e dinheiro. Nakamura continuou a desenvolver o LED azul por conta própria e em 1993 conseguiu fazer o dispositivo.
Apesar dessas circunstâncias, uma vez que Nakamura conseguiu criar um protótipo comercialmente viável, 3 ordens de magnitude (1000 vezes) mais brilhante do que os LEDs azuis bem-sucedidos anteriormente, a Nichia seguiu desenvolvendo o produto comercializável. O faturamento bruto da empresa aumentou de pouco mais de ¥20 bilhões (≈US$200 milhões) em 1993 para ¥80 bilhões (≈US$800 milhões) em 2001, dos quais 60% foram provenientes das vendas de produtos LED azuis. O quadro de funcionários da empresa dobrou entre 1994 e 1999, de 640 para 1300 funcionários.
Nakamura foi premiado com o título de Doutor em Engenharia pela Universidade de Tokushima em 1994. Ele deixou a Nichia Corporation em 1999 e assumiu um cargo como professor de engenharia na Universidade da Califórnia, Santa Bárbara.
Em 2001, Nakamura processou seu ex-empregador Nichia por seu bônus pela descoberta como parte de uma série de processos judiciais entre a Nichia e Nakamura com o concorrente americano da Nichia, Cree Inc.; eles concordaram em 2000 em processar conjuntamente a Nichia às custas da Cree, e Nakamura recebeu opções de ações da Cree. Nakamura alegou que recebeu apenas ¥20.000 (≈US$180) por sua descoberta da "patente 404", embora o lado da história do presidente da Nichia, Eiji Ogawa, fosse que ele ficou chocado além da conta quando o tribunal concedeu a Nakamura ¥20 bilhões, e minimizando a importância da "patente 404", opinou que a empresa o havia compensado adequadamente pela inovação através de promoções e bônus que somavam ¥62 milhões ao longo de 11 anos e um salário anual que foi elevado a ¥20 milhões quando Nakamura deixou a Nichia.
Nakamura processou por ¥2 bilhões (<US$20 milhões) como sua parte justa pela invenção, e o tribunal distrital concedeu-lhe dez vezes esse valor, ¥20 bilhões (<US$200 milhões). No entanto, a Nichia apelou da sentença e as partes chegaram a um acordo em 2005 por ¥840 milhões (≈US$8,1 milhões, menos de 5% do valor concedido), que ainda foi o maior pagamento já feito por uma empresa japonesa a um funcionário por uma invenção, um valor apenas suficiente para cobrir as despesas legais incorridas por Nakamura.
Nakamura também trabalhou em LEDs verdes e é responsável pela criação do LED branco e dos diodos laser azuis usados em Blu-ray Discs e HD DVDs.
Nakamura é professor de Materiais na Universidade da Califórnia, Santa Bárbara. Em 2008, Nakamura, junto com os colegas professores da UCSB Dr. Steven DenBaars e Dr. James Speck, fundou a Soraa, uma desenvolvedora de tecnologia de iluminação de estado sólido construída em substratos de nitreto de gálio puro. Nakamura possui 208 patentes de utilidade nos EUA até 5 de maio de 2020.
Em novembro de 2022, Nakamura co-fundou a Blue Laser Fusion, uma empresa de fusão nuclear comercial, com Hiroaki Ohta, ex-presidente da fabricante de drones ACSL, sediada em Tóquio. Em julho de 2023, a Blue Laser Fusion arrecadou US$ 25 milhões do fundo de capital de risco JAFCO Group e do Mirai Creation Fund, que é apoiado pela Toyota Motor e outros investidores e gerido pelo SPARX Group.

## Vida pessoal
Nakamura é casado com Yuki Nakamura.

## Reconhecimento
- 2001 – Prêmio Asahi do jornal japonês Asahi Shimbun
- 2002 – Medalha Benjamin Franklin em Física do Franklin Institute.
- 2006 – Prêmio Millennium de Tecnologia da Finlândia por seus contínuos esforços para criar fontes de luz mais baratas e eficientes.[27][28]
- 2007 – indicado para o Prêmio Europeu de Inventor concedido pelo European Patent Office[29]
- 2008 – Prêmio Príncipe das Astúrias para Pesquisa Técnica e Científica.[30]
- 2008 – Título honorário de Doutor em Engenharia da Universidade de Ciência e Tecnologia de Hong Kong.
- 2008 – Prêmio Memorial Holst da Universidade de Tecnologia de Eindhoven e Royal Philips Research, Países Baixos.
- 2009 – Prêmio Harvey[31] do Technion em Israel.
- 2012 – Prêmio de Inventor do Ano da Silicon Valley Intellectual Property Law Association (SVIPLA).[32]
- 2014 – Prêmio Nobel de Física junto com o Prof. Isamu Akasaki e o Prof. Hiroshi Amano por inventar diodos emissores de luz azuis.[33]
- 2015 – Prêmio Global de Energia pela invenção, comercialização e desenvolvimento da tecnologia de iluminação LED branca eficiente em termos de energia.[34]
- 2015 – Prêmio Asia Game Changer[35]
- 2016 – Realização Excepcional em Ciência & Tecnologia nos The Asian Awards[36]
- 2017 – Institution of Engineering and Technology Medalha Mountbatten[37]
- 2018 – Prêmio Zayed de Energia do Futuro[38]
- 2021 – Prêmio Rainha Elizabeth de Engenharia[39]
- 2022 – Prêmio Golden Plate da American Academy of Achievement[40]